# 巴萨诺布雷夏诺
巴萨诺布雷夏诺（義大利語：Bassano Bresciano），是意大利布雷西亚省的一个市镇。总面积9平方公里，人口2206人，人口密度245.1人/平方公里（2009年）。国家统计（ISTAT）代码为017013。